# Atiyah-Singer-Indexsatz
Der Atiyah-Singer-Indexsatz ist eine zentrale Aussage aus der globalen Analysis, einem mathematischen Teilgebiet der Differentialgeometrie. Er besagt, dass für einen elliptischen Differentialoperator auf einer kompakten Mannigfaltigkeit der analytische Index (Fredholm-Index, eng verbunden mit der Dimension des Lösungsraums) gleich dem scheinbar allgemeineren, aber einfacher zu berechnenden topologischen Index ist. (Dieser wird über topologische Invarianten definiert.)
Man kann also darauf verzichten, den kompliziert zu ermittelnden analytischen Index auszurechnen. Der Satz ist daher gerade für die Anwendungen wichtig, obwohl er eher das Abstrakte betont.
Viele andere wichtige Sätze wie der Satz von Riemann-Roch oder der Satz von Gauß-Bonnet sind Spezialfälle. Der Satz wurde 1963 von Michael Atiyah und Isadore M. Singer bewiesen: Sie erhielten dafür den Abelpreis 2004. Der Satz hat auch Anwendungen in der theoretischen Physik.

## Ein Zitat
Vorweg ein Zitat aus der offiziellen Würdigung für Atiyah und Singer zum Abelpreis 2004:
„Wissenschaftler beschreiben die Welt durch Größen und Kräfte, die in Raum und Zeit veränderlich sind. Die Naturgesetze werden oft durch Formeln für deren Veränderungsrate ausgedrückt, Differentialgleichungen genannt. Solche Formeln können einen ‚Index‘ haben, die Zahl der Lösungen der Formeln minus der Zahl der Beschränkungen, die diese den zu berechnenden Größen auferlegen. Der Atiyah-Singer-Indexsatz berechnet diesen Index aus der Geometrie des zugrundeliegenden Raumes. Ein einfaches Beispiel liefert M. C. Eschers berühmtes paradoxes Bild ‚Aufsteigen und Absteigen‘, in dem die Leute zwar die ganze Zeit aufsteigen, sich aber dennoch im Kreis um den Schlosshof bewegen. Der Indexsatz hätte ihnen gesagt, dass das unmöglich ist.“

## Mathematische Präliminarien
- {\displaystyle X} ist eine glatte kompakte Mannigfaltigkeit (ohne Rand).
- {\displaystyle E} und {\displaystyle F} sind glatte Vektorbündel über {\displaystyle X}.
- {\displaystyle D} ist ein elliptischer Differentialoperator von {\displaystyle E} auf {\displaystyle F}. Das heißt, in lokalen Koordinaten wirkt er als Differentialoperator, der glatte Schnitte des Vektorbündels {\displaystyle E} auf solche von {\displaystyle F} abbildet.

## Symboleines Differentialoperators
Falls {\displaystyle D} ein Differentialoperator der Ordnung {\displaystyle n} in {\displaystyle k} Variablen
{\displaystyle x_{1},\dotsc ,x_{k}}
ist, ist sein Symbol eine Funktion der {\displaystyle 2k} Variablen
{\displaystyle x_{1},\dotsc ,x_{k},y_{1},\dotsc ,y_{k}},
die dadurch gegeben ist, dass man alle Terme von kleinerer Ordnung als {\displaystyle n} weglässt und {\displaystyle {\tfrac {\partial }{\partial x_{i}}}} durch {\displaystyle y_{i}} ersetzt. Das Symbol ist also homogen in den Variablen {\displaystyle y} vom Grad {\displaystyle n}. Es ist wohldefiniert (obwohl {\displaystyle {\tfrac {\partial }{\partial x_{i}}}} nicht mit {\displaystyle x_{i}} kommutiert), da nur der höchste Term behalten wurde und Differentialoperatoren bis auf niedrigere Terme kommutieren. Der Operator wird elliptisch genannt, falls das Symbol ungleich 0 ist, wenn mindestens ein {\displaystyle y} ungleich 0 ist.
Beispiel für {\displaystyle n=2}: Der Laplaceoperator in {\displaystyle k} Variablen hat das Symbol {\displaystyle y_{1}^{2}+\dotsb +y_{k}^{2}} und ist somit elliptisch, da es ungleich 0 ist, wenn einer der {\displaystyle y} ungleich 0 ist. Die Wellengleichung hat dagegen das Symbol {\displaystyle -y_{1}^{2}+\ldots +y_{k}^{2}}, das für {\displaystyle k\geq 2} nicht elliptisch ist. Das Symbol verschwindet hier für einige {\displaystyle y} ungleich 0.
Das Symbol eines Differentialoperators der Ordnung {\displaystyle n} auf einer glatten Mannigfaltigkeit {\displaystyle X} ist ganz ähnlich definiert unter Benutzung lokaler Koordinatenkarten. Es ist eine Funktion des Kotangentialbündels von {\displaystyle X} und ist homogen vom Grad {\displaystyle n} auf jedem Kotangentialraum. Allgemeiner ist das Symbol eines Differentialoperators zwischen zwei Vektorbündeln {\displaystyle E} und {\displaystyle F} ein Schnitt des zurückgezogenen Bündels
{\displaystyle \operatorname {Hom} (E,F)}
zum Kotangentialraum von {\displaystyle X}. Der Differentialoperator heißt elliptisch, wenn das Element von {\displaystyle \operatorname {Hom} (E_{x},F_{x})} für alle Kotangential-Vektoren ungleich 0 bei jedem Punkt {\displaystyle x} von {\displaystyle X} invertierbar ist.
Eine wichtige Eigenschaft elliptischer Operatoren ist, dass sie fast invertierbar sind, was eng damit verbunden ist, dass ihre Symbole fast invertierbar sind. Präziser bedeutet dies, dass ein elliptischer Operator {\displaystyle D} auf einer kompakten Mannigfaltigkeit eine (nicht eindeutige) Parametrix {\displaystyle D^{\prime }} hat, sodass sowohl {\displaystyle DD'-1} als auch dessen Adjungiertes, {\displaystyle D'D-1,} kompakte Operatoren sind. Die Parametrix eines elliptischen Differentialoperators ist meistens kein Differential-, sondern ein Integraloperator (allgemeiner: ein elliptischer sog. Pseudodifferentialoperator). Eine wichtige Folge ist, dass der Kern von {\displaystyle D} endlichdimensional ist, da alle Eigenräume kompakter Operatoren endlichdimensional sind.

## Die beiden Indizes

### Analytischer Index
Da der elliptische Differentialoperator {\displaystyle D} eine Pseudoinverse hat, ist er ein Fredholm-Operator. Jeder Fredholm-Operator hat einen Index, definiert als Differenz der (endlichen) Dimensionen des Kerns von {\displaystyle D} (also der Lösungen der homogenen Gleichung {\displaystyle Df=0}) und des Kokerns von {\displaystyle D} (der einschränkenden Bedingungen an die rechte Seite (inhomogene Gleichungen wie {\displaystyle Df=g}), oder äquivalent: der Kern des adjungierten Operators {\displaystyle D^{*}}), also
{\displaystyle \operatorname {index} _{\,analytisch}\,(D)=\dim \operatorname {Kern} (D)-\dim \operatorname {Cokern} (D)=\dim \operatorname {Kern} (D)-\dim \operatorname {Kern} (D^{*}).}
Beispiel für {\displaystyle n=1}: Angenommen, die Mannigfaltigkeit sei ein Kreis (als {\displaystyle \mathbb {R} /\mathbb {Z} } gedacht), und {\displaystyle D} der Operator {\displaystyle \textstyle {\frac {\mathrm {d} }{\mathrm {d} x}}-2\pi i\lambda } für eine komplexe Konstante {\displaystyle \lambda }. (Das ist das einfachste Beispiel eines elliptischen Operators). Dann ist der Kern von {\displaystyle D}, also der auf null abgebildete Teil, gleich dem von allen Termen der Form {\displaystyle \exp(i2\pi \,\lambda \,x)} aufgespannte Raum, falls {\displaystyle \lambda \in \mathbb {Z} }, und gleich 0 in den anderen Fällen. Beim Kern des adjungierten Operators wird {\displaystyle \lambda } einfach durch sein Komplex-konjugiertes ersetzt.
Bei diesem Beispiel hat {\displaystyle D} also den Index 0, wie bei selbstadjungierten Operatoren, obwohl der Operator nicht selbstadjungiert ist. Das Beispiel zeigt aber zugleich, dass Kern und Kokern eines elliptischen Operators unstetig springen können, falls man den elliptischen Operator so variiert, dass die oben erwähnten „anderen Fälle“ erfasst werden. Es gibt also selbst bei diesem einfachen Beispiel keine durch topologische Größen ausgedrückte schöne Formel für den Index. Da die Sprünge in den Dimensionen von Kern und Kokern aber gleich sind, ist ihre Differenz, der Index, zwar nicht null, ändert sich aber stetig und kann durch topologische Größen ausgedrückt werden.

### Topologischer Index
Im Folgenden sei die kompakte Mannigfaltigkeit {\displaystyle X} zusätzlich {\displaystyle n}-dimensional und orientierbar und {\displaystyle TX} bezeichne ihr Tangentialbündel. Ferner seien {\displaystyle p_{1}\colon E\to X} und {\displaystyle p_{2}\colon F\to X} zwei hermitesche Vektorbündel.
Der topologische Index des elliptischen Differentialoperators {\displaystyle D\colon \Gamma (X,E)\to \Gamma (X,F)} zwischen den Schnitten der glatten Vektorbündel {\displaystyle E} und {\displaystyle F} ist durch
{\displaystyle ({\overline {\operatorname {ch} }}(D)\operatorname {Td} (X))[X]}
gegeben. Mit anderen Worten, es handelt sich um den Wert der höchstdimensionalen Komponente der gemischten Kohomologieklasse (mixed cohomology class) {\displaystyle \operatorname {ch} (D)\operatorname {Td} (X)} auf der fundamentalen Homologieklasse von {\displaystyle X.} Dabei ist:
- {\displaystyle {\operatorname {Td} (X):=\operatorname {Td} (TX\otimes \mathbb {C} ):=1+c_{1}(TX)\cdot {\tfrac {1}{2}}+(c_{1}^{2}+c_{2})(TX\otimes \mathbb {C} )\cdot {\tfrac {1}{12}}+(c_{1}c_{2})(TX\otimes \mathbb {C} )\cdot {\tfrac {1}{24}}+\ldots }} die sog. Todd-Klasse von {\displaystyle X}. Mit {\displaystyle c_{i}(TX\otimes \mathbb {C} )} wird die i-te Chern-Klasse des Bündels {\displaystyle TX\otimes \mathbb {C} } bezeichnet. Ferner seien

- {\displaystyle [X]} die Fundamentalklasse von {\displaystyle X} und

- {\displaystyle {\overline {\operatorname {ch} }}(D):=\phi ^{-1}(\operatorname {ch} (d(p_{1}^{*}E,p_{2}^{*}F,\sigma (D))))},

wobei {\displaystyle \phi \colon H^{k}(X,\mathbb {Q} )\to H^{n+k}(B(X)/S(X),\mathbb {Q} )} der Thom-Isomorphismus, {\displaystyle B(X):=\{\xi \in T^{*}X|\|\xi \|\leq 1\}} das Einheitsball-Bündel des Kotangentialbündels, {\displaystyle S(X)} dessen Rand, {\displaystyle \operatorname {ch} } der Chern-Charakter von der topologischen K-Theorie {\displaystyle K(X)} auf dem rationalen Kohomologiering {\displaystyle H(X,\mathbb {Q} )}, {\displaystyle d(p_{1}^{*}E,p_{2}^{*}F,\sigma (D))} das Differenz-Element („difference element“) von {\displaystyle K(B(X)/S(X))} zu den zwei Vektorbündeln {\displaystyle p^{*}E\to B(X)} und {\displaystyle p^{*}F\to B(X)} und dem Hauptsymbol {\displaystyle \sigma (D)}, das ein Isomorphismus auf dem Unterraum {\displaystyle S(X)} ist. Das Objekt {\displaystyle {\overline {\operatorname {ch} }}(D)} kann äquivalent auch als der Chern-Charakter des Indexbündels verstanden werden.
Eine andere Methode der Definition des topologischen Index nutzt systematisch die K-Theorie. Wenn {\displaystyle X} eine kompakte Untermannigfaltigkeit von {\displaystyle Y} ist, gibt es eine pushforward-Operation von {\displaystyle K(TX)} nach {\displaystyle K(TY)}. Der topologische Index eines Elements von {\displaystyle K(TX)} ist als Bild dieser Operation definiert, wobei {\displaystyle Y} ein euklidischer Raum ist, für den {\displaystyle K(TY)} auf natürliche Weise mit den ganzen Zahlen {\displaystyle \mathbb {Z} } identifiziert werden kann. Der Index ist unabhängig von der Einbettung von {\displaystyle X} in den euklidischen Raum.

## Der Atiyah-Singer-Indexsatz (Gleichheit der Indizes)
D sei wieder ein elliptischer Differentialoperator zwischen zwei Vektorbündeln E und F über einer kompakten Mannigfaltigkeit X.
Das Index-Problem besteht in folgender Aufgabe: Zu berechnen ist der analytische Index von D, einzig unter Benutzung der Symbole, sowie topologischer Invarianten der Mannigfaltigkeit und der Vektorbündel. Der Atiyah-Singer-Indexsatz löst dieses Problem und besagt kurz und bündig:
Der analytische Index von D ist gleich dem topologischen Index.
Der topologische Index kann im Allgemeinen gut berechnet werden, trotz seiner komplexen Formulierung, und im Gegensatz zum analytischen Index. Viele wichtige Invarianten der Mannigfaltigkeit (wie die Signatur) können als Index bestimmter Differentialoperatoren und damit durch topologische Größen ausgedrückt werden.
Obwohl der analytische Index schwer zu berechnen ist, ist er zumindest eine ganze Zahl, während der topologische Index nach Definition auch „rational“ sein könnte und „Ganzheit“ keineswegs offensichtlich ist. Der Indexsatz macht so auch für die Topologie tiefliegende Aussagen.
Der Index eines elliptischen Operators verschwindet offensichtlich, falls der Operator selbstadjungiert ist. Auch bei Mannigfaltigkeiten ungerader Dimension verschwindet der Index bei elliptischen Differentialoperatoren, es gibt aber elliptische Pseudodifferentialoperatoren, deren Index bei ungeraden Dimensionen nicht verschwindet.

## Beispiele

### Euler-Poincaré-Charakteristik
Die Mannigfaltigkeit {\displaystyle X} sei kompakt und orientierbar. {\displaystyle E} sei die Summe der geraden äußeren Produkte des Kotangentialbündels, {\displaystyle F} die Summe der ungeraden äußeren Produkte, {\displaystyle D} sei {\displaystyle d+d^{*}}, eine Abbildung von {\displaystyle E} nach {\displaystyle F}. Dann ist der topologische Index von {\displaystyle D} die Euler-Poincaré-Charakteristik von {\displaystyle X} und der analytische Index ergibt sich aus dem Indexsatz als alternierende Summe der Dimensionen der De-Rham-Kohomologiegruppen.

### Satz von Hirzebruch-Riemann-Roch
Sei {\displaystyle X} eine komplexe Mannigfaltigkeit mit einem komplexen Vektorbündel {\displaystyle V\to M}. Die Vektorbündel {\displaystyle E} und {\displaystyle F} sind die Summen der Bündel der Differentialformen mit Koeffizienten in {\displaystyle V} vom Typ (0,i), wobei {\displaystyle i} gerade oder ungerade ist. Der Differentialoperator {\displaystyle D} sei die Summe
{\displaystyle D:={\overline {\partial }}+{\overline {\partial }}^{*}}
eingeschränkt auf {\displaystyle E}, wobei {\displaystyle {\overline {\partial }}} der Dolbeault-Operator und {\displaystyle {\overline {\partial }}^{*}} sein adjungierter Operator ist. Dann ist der analytische Index von {\displaystyle D} die holomorphe Euler-Poincaré-Charakteristik von {\displaystyle V}:
{\displaystyle \operatorname {index} _{a}(D)=\sum _{p}(-1)^{p}\dim(H^{p}(X,V))}
Der topologische Index von {\displaystyle D} ist durch
{\displaystyle \operatorname {index} _{t}(D)=\operatorname {ch} (V)\operatorname {Td} (X)[X]}
gegeben als Produkt des Chern-Charakters von {\displaystyle V} und der Todd-Klasse von {\displaystyle X}, berechnet auf der Fundamentalklasse von {\displaystyle X.}
Gleichsetzen von topologischem und analytischem Index liefert den Satz von Hirzebruch-Riemann-Roch, der den Satz von Riemann-Roch verallgemeinert. Tatsächlich bewies Hirzebruch den Satz nur für projektive komplexe Mannigfaltigkeiten {\displaystyle X,} in obiger Form gilt er allgemein für komplexe Mannigfaltigkeiten.
Diese Ableitung des Satzes von Hirzebruch-Riemann-Roch kann auch „natürlicher“ unter Verwendung des Indexsatzes für elliptische Komplexe statt für elliptische Operatoren abgeleitet werden. Der Komplex sei durch
{\displaystyle 0\to V\to V\otimes \Lambda ^{0,1}T^{*}(X)\to V\otimes \Lambda ^{0,2}T^{*}(X)\ldots }
mit dem Differential {\displaystyle {\overline {\partial }}} gegeben. Dann ist die {\displaystyle i}-te Kohomologiegruppe gerade die kohärente Kohomologiegruppe {\displaystyle H^{i}(X,V)}, sodass der analytische Index dieses Komplexes die holomorphe Euler-Charakteristik {\displaystyle \textstyle \sum _{i}(-1)^{i}\dim(H^{i}(X,V)} ist. Wie zuvor ist der topologische Index {\displaystyle \operatorname {ch} (W)\operatorname {Td} (X)[X]}.

### Signatursatz von Hirzebruch
Sei {\displaystyle X} eine orientierte kompakte glatte Mannigfaltigkeit der Dimension {\displaystyle n:=4k}. Der Signatur-Satz von Hirzebruch besagt, dass die Signatur {\displaystyle \sigma (X)} der Mannigfaltigkeit {\displaystyle X} durch das L-Geschlecht {\displaystyle L(X)} von {\displaystyle X} gegeben ist. Das folgt aus dem Atiyah-Singer-Indexsatz angewandt auf den Signatur-Operator. Der Atiyah-Singer-Indexsatz besagt also in diesem Spezialfall
{\displaystyle \sigma (M)=(\pi i)^{-{\frac {n}{2}}}\int _{M}L(M).}
Diese Aussage wurde 1953 von Friedrich Hirzebruch mittels Kobordismustheorie bewiesen.

### Â-Geschlecht und der Satz von Rochlin
Das Â-Geschlecht ist eine rationale Zahl definiert für eine beliebige Mannigfaltigkeit, aber im Allgemeinen keine ganze Zahl. Armand Borel und Friedrich Hirzebruch zeigten, dass sie für Spin-Mannigfaltigkeiten ganz ist und gerade, falls zusätzlich die Dimension kongruent 4 modulo 8 ist. Das lässt sich aus dem Indexsatz folgern, der dem Â-Geschlecht für Spin-Mannigfaltigkeiten den Index eines Dirac-Operators zuweist. Der Extrafaktor 2 in den Dimensionen, die kongruent 4 modulo 8 sind, kommt von der quaternionischen Struktur von Kern und Ko-Kern des Diracoperators in diesen Fällen. Als komplexe Vektorräume haben sie somit gerade Dimension, also ist auch der Index gerade.
In der Dimension 4 folgt daraus der Satz von Rochlin, dass die Signatur einer 4-dimensionalen Spin-Mannigfaltigkeit durch 16 teilbar ist, da dort die Signatur gleich dem (−8)-Fachen des Â-Geschlechts ist.

## Geschichte
Das Indexproblem für elliptische Differentialoperatoren wurde 1959 von Israel Gelfand (On Elliptic Equations, in den Russian Mathematical Surveys, 1960) gestellt. Er bemerkte die Homotopieinvarianz des (analytischen) Index und fragte nach einer Formel für den Index, die nur topologische Invarianten enthält. Weitere Motivationen für den Indexsatz waren der Satz von Riemann-Roch und seine Verallgemeinerung, das Hirzebruch-Riemann-Roch-Theorem, sowie der Signatursatz von Hirzebruch. Hirzebruch und Borel hatten wie erwähnt die Ganzzahligkeit des Â-Geschlechts einer Spin-Mannigfaltigkeit bewiesen, und Atiyah schlug vor, dass dies erklärt werden könnte, falls es der Index des (vor allem in der Physik behandelten) Dirac-Operators wäre. (In der Mathematik wurde dieser Operator 1961 von Atiyah und Singer „wiederentdeckt“.)
Die erste Ankündigung wurde 1963 publiziert, der dort skizzierte Beweis wurde aber nie publiziert (erschien aber in dem Sammelband von Palais). Der erste veröffentlichte Beweis benutzte statt Kobordismus-Theorie die K-Theorie, die auch für die folgenden Beweise diverser Verallgemeinerungen benutzt wurde.
1973 gaben Atiyah, Raoul Bott und Patodi einen neuen Beweis mit Hilfe der Wärmeleitungsgleichung (Diffusionsgleichung).
Im Jahr 1983 gab Ezra Getzler mit Hilfe supersymmetrischer Methoden, nach Ideen von Edward Witten und Luis Alvarez-Gaumé, einen „kurzen“ Beweis des lokalen Indexsatzes für Dirac-Operatoren (was die meisten Standardfälle umfasst).
Michael Francis Atiyah und Isadore Manual Singer wurden im Jahr 2004 für den Beweis des Indexsatzes mit dem Abelpreis ausgezeichnet.

## Beweistechniken

### Pseudodifferentialoperatoren
Während zum Beispiel Differentialoperatoren mit konstanten Koeffizienten im euklidischen Raum Fouriertransformationen der Multiplikationen mit Polynomen sind, sind die entsprechenden Pseudodifferentialoperatoren Fouriertransformationen der Multiplikation mit allgemeineren Funktionen. Viele Beweise des Indexsatzes benutzen solche Pseudodifferentialoperatoren, da es für viele Zwecke „nicht genug“ Differentialoperatoren gibt. Beispielsweise ist die Pseudoinverse eines elliptischen Differentialoperators fast nie ein Differentialoperator, wohl aber ein Pseudodifferentialoperator. Für die meisten Versionen des Indexsatzes gibt es so eine Erweiterung auf Pseudodifferentialoperatoren. Die Beweise werden durch die Verwendung dieser verallgemeinerten Differentialoperatoren flexibler.

### Kobordismus
Der ursprüngliche Beweis basierte wie der des Hirzebruch-Riemann-Roch-Theorems durch Hirzebruch 1954 auf der Verwendung der Kobordismentheorie und benutzte außerdem Pseudodifferentialoperatoren.
Die Idee des Beweises war grob wie folgt: Man betrachte den durch die Paare {\displaystyle (X,V)} erzeugten Ring, wo {\displaystyle V} ein glattes Vektorbündel auf einer glatten, kompakten, orientierbaren Mannigfaltigkeit {\displaystyle X} ist. Die Summe und das Produkt in diesem Ring sei durch die disjunkte Vereinigung und das Produkt von Mannigfaltigkeiten gegeben (mit entsprechenden Operationen auf den Vektorbündeln). Jede Mannigfaltigkeit, die Rand einer Mannigfaltigkeit ist, verschwindet in diesem Kalkül. Das Vorgehen ist wie in der Kobordismentheorie, nur dass hier die Mannigfaltigkeiten auch Vektorbündel tragen. Analytischer und Topologischer Index werden als Funktionen auf diesem Ring mit Werten in den ganzen Zahlen interpretiert. Nachdem man überprüft hat, ob die so interpretierten Indices Ring-Homomorphismen sind, muss man ihre Gleichheit nur noch für die Generatoren des Rings beweisen. Diese ergeben sich aus René Thoms Kobordismentheorie, z. B. komplexe Vektorräume mit dem trivialen Bündel und bestimmte Bündel über Sphären gerader Dimension. Der Indexsatz muss damit nur noch auf relativ einfachen Mannigfaltigkeiten betrachtet werden.

### K-Theorie
Der erste veröffentlichte Beweis von Atiyah und Singer nutzte K-Theorie statt Kobordismen. Sei {\displaystyle i} eine beliebige Inklusion kompakter Mannigfaltigkeiten von {\displaystyle X} nach {\displaystyle Y.} Dann kann man eine pushforward Operation {\displaystyle i_{!}} von elliptischen Operatoren auf {\displaystyle X} nach elliptischen Operatoren auf {\displaystyle Y} definieren, die den Index erhält. Nimmt man {\displaystyle Y} als in {\displaystyle X} eingebettete Sphäre reduziert sich der Indexsatz auf den Fall von Sphären. Falls {\displaystyle Y} eine Sphäre ist und {\displaystyle X} ein in {\displaystyle Y} eingebetteter Punkt, dann ist jeder elliptische Operator auf {\displaystyle Y} unter {\displaystyle i_{!}} das Bild eines elliptischen Operators auf dem Punkt. Das reduziert den Indexsatz auf den Fall eines Punktes, wo er trivial ist.

### Wärmeleitungsgleichung
Atiyah, Raoul Bott und Vijay Kumar Patodi gaben einen neuen Beweis des Indexsatzes unter Verwendung der Wärmeleitungsgleichung.
Wenn {\displaystyle D} ein Differentialoperator mit adjungiertem Operator {\displaystyle D^{*}} ist, sind {\displaystyle D^{*}D} und {\displaystyle DD^{*}} selbstadjungierte Operatoren, deren nicht verschwindende Eigenwerte dieselbe Vielfachheit besitzen. Ihre Eigenräume zum Eigenwert null können aber verschiedene Vielfachheit besitzen, da diese die Dimensionen der Kerne von {\displaystyle D} und {\displaystyle D^{*}} sind. Der Index von {\displaystyle D} ist daher durch
{\displaystyle \operatorname {Index} (D)=\dim \operatorname {Ker} (D)-\dim \operatorname {Ker} (D^{*})=\operatorname {Tr} (e^{-t\,D^{*}D})-\operatorname {Tr} (e^{-t\,DD^{*}})}
gegeben, für beliebige positive {\displaystyle t}. Die rechte Seite der Gleichung ist durch die Spur der Differenz der Kerne von zwei Wärmeleitungsoperatoren gegeben. Ihre asymptotische Entwicklung für kleine positive {\displaystyle t} kann genutzt werden, um den Grenzwert {\displaystyle t} gegen 0 zu bestimmen und so einen Beweis des Atiyah-Singer-Indexsatzes zu liefern. Der Grenzwert kleiner {\displaystyle t} ist auf den ersten Blick ziemlich kompliziert, da sich aber viele der Terme aufheben, können die führenden Terme explizit angegeben werden. Ein tieferer Grund dafür, dass sich viele der Terme aufheben, wurde später durch Methoden der theoretischen Physik geliefert, und zwar durch die sog. Supersymmetrie.

## Verallgemeinerungen
- Statt mit elliptischen Operatoren zwischen Vektorbündeln, ist es manchmal vorteilhafter mit einem elliptischen Komplex von Vektorbündeln zu arbeiten:

{\displaystyle 0\to E_{0}\to E_{1}\to E_{2}\to \ldots \to E_{m}\to 0.}
Der Unterschied liegt darin, dass die Symbole nun eine exakte Sequenz bilden (außerhalb der Null-Sektion). Im Fall von genau zwei Bündeln (ungleich Null) im Komplex folgt daraus, dass das Symbol außerhalb des Null-Schnittes ein Isomorphismus ist, sodass ein elliptischer Komplex mit zwei Termen im Wesentlichen das gleiche wie ein elliptischer Operator zwischen zwei Vektorbündeln ist. Umgekehrt kann der Indexsatz eines elliptischen Komplexes leicht auf den Indexsatz eines elliptischen Operators reduziert werden. Die beiden Vektorbündel sind durch die Summe der geraden oder ungeraden Terme im Komplex gegeben, und der elliptische Operator ist die Summe der Operatoren des elliptischen Komplexes und seiner Adjungierten, eingeschränkt auf die Summe der geraden Bündel.
- Hat die Mannigfaltigkeit einen Rand, muss das Definitionsgebiet des elliptischen Operators eingeschränkt werden um einen endlichen Index sicherzustellen. Diese Zusatzbedingungen können lokal sein und das Verschwinden der Schnitte (der Vektorbündel) auf dem Rand fordern, oder komplexere globale Bedingungen, die z. B. das Erfüllen bestimmter Differentialgleichungen durch die Schnitte fordern. Atiyah und Bott untersuchten den lokalen Fall, zeigten aber auch, dass viele interessante Operatoren wie der Signaturoperator keine lokalen Randbedingungen erlauben. Atiyah, Patodi und Singer führten für diese Fälle globale Randbedingungen ein, die dem Anhängen eines Zylinders an den Rand der Mannigfaltigkeit entsprechen und den Definitionsbereich auf solche Schnitte einschränkten, die entlang des Zylinders quadratintegrabel sind. Die Sichtweise wurde von Melrose in seinem Beweis des Atiyah-Patodi-Singer-Indexsatzes verwendet.

- Statt eines elliptischen Operators kann man ganze Familien betrachten, parametrisiert durch einen Raum {\displaystyle Y.} In diesem Fall ist der Index ein Element der K-Theorie von {\displaystyle Y} statt einer ganzen Zahl und es gilt ein Familien-Indexsatz. Sind die Operatoren reell, ist der Index in der reellen K-Theorie von {\displaystyle Y,} was gegenüber der komplexen K-Theorie manchmal einige Zusatzinformationen über die Mannigfaltigkeit liefert.

- Gibt es eine auf der kompakten Mannigfaltigkeit {\displaystyle X} erklärte Wirkung einer Gruppe {\displaystyle G}, die mit dem elliptischen Operator kommutiert, wird die gewöhnliche K-Theorie durch Äquivariante K-Theorie ersetzt (Atiyah, Bott). Man erhält hier Verallgemeinerungen des Lefschetz-Fixpunktsatzes, wobei die Fixpunkte sich auf die unter {\displaystyle G} invarianten Untermannigfaltigkeiten beziehen.

- Atiyah zeigte auch, wie man den Indexsatz auf einige nicht-kompakte Mannigfaltigkeiten erweitern kann, falls auf ihnen diskrete Gruppen mit kompaktem Quotienten operieren. Der Kern des elliptischen Operators ist in diesem Fall meist unendlichdimensional, aber man kann einen endlichen Index unter Benutzung der Dimension eines Moduls über einer Von-Neumann-Algebra erhalten. Im Allgemeinen ist dieser Index reell statt ganzzahlig. Dieses L2-Indextheorem wurde von Atiyah und Wilfried Schmid dazu benutzt, Sätze über die diskreten Serien in der Darstellungstheorie halbeinfacher Liegruppen neu abzuleiten (Astérisque Bd. 32, Nr. 3, 1976, S. 43–72).